# Rotationsentropie
Die Rotationsentropie beschreibt den Anteil der Molekülrotation an der Entropie eines Stoffs. Die Rotationsentropie ist umso größer, je größer das Trägheitsmoment (korreliert mit der Molekülgröße) und die Temperatur der beteiligten Moleküle ist. Sie sinkt mit steigender Symmetriezahl oder wenn Moleküle in der Rotation sterisch gehindert werden. Monolagen von adsorbierten Molekülen können dadurch messbar stabilisiert werden. Die Rotationsentropie kann mit Hilfe der Rotationszustandssumme berechnet werden.

## Allgemeine Lehrbücher
- P. W. Atkins: Physikalische Chemie. Wiley-VCH, 2006, ISBN 978-3-527-31546-8.
- G. Wedler: Lehrbuch der Physikalischen Chemie. Wiley-VCH, 2004, ISBN 3-527-31066-5.
- T. Engel, P. Reid: Physikalische Chemie. Pearson Studium, 2006, ISBN 978-3-8273-7200-0.